# Флаг Володарского района (Астраханская область)
Флаг Волода́рского муниципального района Астраханской области Российской Федерации.

## Описание
«Прямоугольное полотнище, с соотношением сторон 2:3 несущее узкую волнистую горизонтальную полосу, (ширина которой составляет 1/9 ширины флага), разделённую продольно на четыре одинаковые по ширине волнистые полоски — две голубые и две белые, и разделяющую полотнище на две равные по ширине полосы — белую с изображением розового лотоса на зелёном стебле и голубую с изображением белой с серыми тенями, рыбы».